# پوپوف (شهرستان آلکسیفسکی، استان بلگورود)
پوپوف (انگلیسی: Popov, Alexeyevsky District, Belgorod Oblast) یک شهرک در بخش آلکسیفسکی استان بلگورود کشور روسیه است.